# هوایلاکوچا
هوایلاکوچا (به اسپانیایی: Huaillaccocha) یک کوه در پرو است که در Peru, Arequipa Region, Caylloma Province واقع شده‌است. هوایلاکوچا ۵٬۱۰۰ متر بالاتر از سطح دریا واقع شده‌است.